# Rancheria Creek
Rancheria Creek è un corso d'acqua lungo 35 km nella parte settentrionale dello Yosemite National Park, in gran parte nella contea di Tuolumne, California ed è un affluente del fiume Tuolumne. Drenando un'ampia area della Sierra Nevada, è il maggior affluente del Tuolumne all'interno dello Yosemite National Park. Il fiume è chiamato Kerrick Creek su alcune vecchie carte geografiche.
Il fiume nasce dal Peeler Lake sulla Sierra Crest, nella contea di Mono, e subito attraversa verso ovest la contea di Tuolumne. Scorre poi verso sud attraverso i Kerrick Meadow e una serie di valli tra alte montagne fino a raggiungere il Kerrick Canyon, dove gira improvvisamente verso ovest.
Il Pacific Crest Trail corre parallelo al fiume Kerrick Canyon.
Alla fine del canyon esso riceve le acque del suo maggior affluente dallo Stubblefield Canyon e volta verso sudovest, ricevendo le acque del Tilden Creek. Continuando verso sudovest, scorre attraverso frastagliate e complesse formazioni granitiche, riceve le acque del Breeze Creek, quindi piega verso ovest ancora una volta, per le sue ultime e poche miglia. Esso forma le cascate di Rancheria (46 m di salto) prima di buttarsi nel bacino di Hetch Hetchy, adiacente al Tiltill Creek. Prima di scorrere nella valle di Hetch Hetchy, nel 1923, con la costruzione della diga di O'Shaughnessy, Rancheria e Tiltill Creeks si univano prima di raggiungere il fiume Tuolumne sul fondo della valle.